# Hunde wollt ihr ewig rocken
Hunde wollt ihr ewig rocken ist der erste Teil der Autobiografie des schweizerischen Rockmusikers und Musikproduzenten Chris von Rohr. Der zweite Teil trägt den Titel Bananenflanke. Das autobiografische Werk mit dem Untertitel «Mein Trip durch den Rockdschungel» behandelt das Leben von Rohrs von seiner Geburt bis zu seinem turbulenten Rausschmiss aus der von ihm gegründeten Hard-Rock-Band Krokus im Dezember 1983. Während der im Buch behandelten Zeit feierte der Autor mit seiner Band große internationale Erfolge, u. a. mehrere Platinauszeichnungen oder den Erhalt der Ehrenbürgerschaft des US-Bundesstaates Tennessee.

## Inhalt
Chris von Rohr leitet die knapp über 400 Seiten seines Werks Hunde wollt ihr ewig rocken nicht mit seiner Geburt, sondern mit einem Auszug aus dem Rockstarleben, das er und seine Bandkollegen von Krokus anno 1983 während der Headhunter-Tour durchlebten, ein. Er bietet dem Leser anhand des ersten Kapitels somit bereits einen Vorgeschmack auf Alkohol, Partys, Groupies und Jetlags während der ausgedehnten Touraktivitäten.
Erst im Anschluss geht von Rohr chronologisch zu Werke und stellt im Zuge seiner Geburt im nachfolgenden Kapitel die wichtigsten Mitglieder seiner Familie und seine Heimatstadt Solothurn vor, von der er sich hinsichtlich des tristen Klimas und der biederen Bürgerschaft zur Zeit der Entstehung des Buches deutlich distanzierte. Weiterhin erzählt der zukünftige Rockmusiker in den Kapiteln zwei bis vier offen über seine Kindheit und Jugend, etwa von seinem innigen Bezug zur Natur, seiner Abneigung gegenüber dem System Schule, seinen Erlebnissen im Internat oder von seiner ersten großen Liebe. Im Zentrum des Werks steht aber von Beginn an von Rohrs Beziehung zur Musik, z. B. sein erster bewusster Kontakt mit Musikinstrumenten (dem hauseigenen «Stubenklavier» und einem Schlagzeug), sein erster Konzertbesuch (ein Auftritt der deutschen Beatband The Lords), die Gründung seiner ersten Band The Scouts und deren erster Auftritt sowie die musikalischen Einflüsse, die ihn in seiner Kindheit und Jugend nachhaltig prägten.
Anschließend skizziert von Rohr im 4. und 5. Kapitel, wie sich aus seinem jugendlichen Traum, Musiker zu werden, schließlich eine ernsthafte Absicht entwickelte. Dabei beschreibt er anschaulich auch die Widrigkeiten, die sich aus seinem Berufswunsch ergaben: einerseits die Skepsis der Eltern, die aufgrund diverser Probleme in der Schule und vor allem nach dem kurzerhand beschlossenen Abbruch des Studiums an der Handelsschule in Neuchâtel in Unverständnis, Ärger und gänzlich untersagter finanzieller Unterstützung mündete; die daraus entstandenen Geldsorgen und das Jobben als Koch; darüber hinaus die Schwierigkeit, passende Mitstreiter für eine Band zu finden sowie sich in der Musikerhierarchie der Musikszene einer Stadt hochzuarbeiten bzw. durchzusetzen. Offen erläutert er das Auf und Ab in seinem bereits bis dahin bewegten Musikerdasein: Er stellt seinen steinigen aber letztlich doch erfolgreichen persönlichen Aufstieg als junger erwachsener Musiker in Solothurn dar, der durch die Gründungen der Bands Plastic Joint und Inside (ein Trio zusammen mit den späteren Krokus-Musikern Peter Richard und Tommy Kiefer) seinen vorläufigen Höhepunkt fand. Er plaudert von seinem ersten und zugleich irrwitzigen Job als Profimusiker in der Tanzband On the Road, sowie von den Negativerlebnissen, die er zusammen mit dem Organisten Michael Szabo als Duo unter dem Namen Nighttrain im regionalen Musikbusiness überstehen musste. Darüber hinaus berichtet von Rohr aber auch weiterhin offen über Beziehungen, sexuelle Erfahrungen, den ersten Kontakt mit LSD und das Bewältigen des normalen Alltags, z. B. über das Unterkommen in einem Wohnghetto inklusive anschließender Räumung durch die Polizei oder die Wiederaufnahme des Kochberufs zur finanziellen Absicherung.
Vom 6. bis zum 14. Kapitel widmet sich der Autor überwiegend seiner Band Krokus. Er beschreibt den zunächst langsam aber stetig steigenden Bekanntheitsgrad in der Schweiz während der Anfangsjahren, in denen der Autor selbst noch am Schlagzeug saß und den Gesang übernahm, sowie die konsequente Stilkorrektur von verspieltem Progressive Rock zu schnörkellosem Hard Rock. Die drei Studioalben Krokus, To You All und Pain Killer (auch unter dem Namen Pay It in Metal veröffentlicht) entstanden in dieser Phase. Er erzählt über ein AC/DC-Konzert, das sich als Schlüsselerlebnis dafür entpuppte, um herauszufinden, was dem Sound der Band zu dieser Zeit noch fehlte: ein Sänger mit mehr stimmlichem Volumen. Von Rohr skizziert den schlagartigen internationalen Durchbruch von Krokus – nachdem ein passender Sänger in Marc Storace gefunden war und er selbst freiwillig an den Bass wechselte – durch das vierte Studioalbum Metal Rendez-Vous, die Festigung des Erfolgs durch die nächsten Alben Hardware und One Vice at a Time und den Karrierehöhepunkt mit der Veröffentlichung des insgesamt siebten Studioalbums Headhunter. Im Zuge des mit Krokus Erlebten beschreibt der Rockmusiker und Musikproduzent u. a. die chaotischen Aufnahmen zum Debütalbum, den ersten Videodreh, die ersten Aufnahmen in England, die zähen Anwerbungsversuche, um Storace für Krokus zu gewinnen, den Kulturschock bei der Rückkehr in die Schweiz nach der ersten US-Tour, die Drogenprobleme von Tommy Kiefer und die anschließend beginnende Ära der Besetzungswechsel, das Bestreben, Beziehungen während ausgedehnter Touraktivitäten aufrechtzuerhalten, sowie eben den Blick hinter die Kulissen eines Rockstars nach dem Motto Sex, Drugs and Rock ’n’ Roll. Dieser erste Teil der Autobiografie von Rohrs endet mit seinem turbulenten und spektakulären Rausschmiss aus der Band im Dezember 1983.
Im Outro geht Chris von Rohr in kurzen Ansätzen auf die wichtigsten Ereignisse zwischen 1984 und 1991 ein, also auf die Zeit, die in beiden Teilen seiner Autobiografie nicht ausführlich beschrieben wurde. Darin erwähnt er das 1987 veröffentlichte Soloalbum Hammer and Tongue, seine kurze Rückkehr zu Krokus von 1987 bis 1989 und das Coverprojekt The Heavy’s, bei dem er 1989 mit Fernando von Arb, Jürg Naegeli und Peter Tanner gemeinsam bekannte Rock- und Metalsongs coverte, diese zu Medleys zusammenfügte und das Endprodukt unter dem Namen Metal Marathon veröffentlichte.

## Entstehung und Veröffentlichung
Die Idee zum Schreiben einer Autobiografie kam von Rohr Mitte der 1980er Jahre nach seinem Rausschmiss bei Krokus. Der Autor selbst bezeichnet diese Jahre als «Trance-Jahre», in denen er nichts anderes als eine große Leere und eine ihn ergriffene Orientierungslosigkeit verspürte. Von Rohr versuchte, dieser Lethargie zu entgehen, indem er sich in Arbeit flüchtete, um nicht zu viel nachzudenken und letztlich, «um nicht durchzudrehen».
Die Autobiografie, die schließlich den Titel Hunde wollt ihr ewig rocken. Ein Trip durch den Rockdschungel tragen sollte und ohne Mithilfe eines Ghostwriters entstand, nahm den Autor etwa 2000 Arbeitsstunden in Anspruch. Die 1. Auflage des Werks erschien schließlich 1991, also nach der kurzen Rückkehr zu Krokus zwischen 1987 und 1989. Parallel zur Buchveröffentlichung gab das Magazin Rock Power ab der Februar-Ausgabe 1992 Textauszüge in der Art eines Fortsetzungsromans wieder. Inzwischen ist die 11. Auflage des Buches im Handel. Im Jahre 2003 wurden die Kapitel 1 bis 8 des Bestsellers außerdem als 5-CD Hörbuch veröffentlicht. Von Rohr selbst übernahm die Aufgabe, das Tondokument, das zusätzlich Songfragmente bisher unveröffentlichter Krokus-Songs enthält, einzulesen.
Hunde wollt ihr ewig rocken ist bisher nur als Taschenbuch und nicht als gebundene Ausgabe erschienen.

## Rezeption
Von Fans harter Rockmusik und der literarischen Fachpresse wurde Hunde wollt ihr ewig rocken überwiegend positiv aufgenommen. Insbesondere die Kombination aus Offenheit, Anschaulichkeit und Wortwitz, mit der von Rohr die wichtigsten Erlebnisse seiner jungen Jahre mit dem Leser teilt, wurde als großer Pluspunkt des Werks gesehen.

„Dieser atemberaubende Kultbestseller hat es in sich.“

„Das Rockbuch des Jahrzehnts.“

„Rigoros ehrlich, absolut authentisch, ohne Schönfärberei… Und gewürzt mit jeder Menge Humor und frechen Sprüchen […].“

„Frech, witzig, offen, philosophisch, scharf.“

„Hunde wollt ihr ewig rocken: Das soll auf meinem Grabstein stehen.“

„Ein Buch zum Lachen, Weinen und Nachdenken.“

„Yes. Rock’n Roll lieben, heisst Rock’n Roll leben.“

„Hunde wollt ihr ewig rocken ist ein Kracher in seinem Metier und auch wenn man kein großer Krokus Fan ist, bleibt das Teil ein Must read.“

Krokus-Gitarrist Fernando von Arb machte 1995 gute Miene zum bösen Spiel: «Es ist sehr humorvoll geschrieben! Aber nicht alle haben sich so kräftig amüsiert wie ich!»

## Ausgaben
- Chris von Rohr: Hunde wollt ihr ewig rocken. Mein Trip durch den Rockdschungel. 11. Auflage. Steinblatt, Lugano 1991, ISBN 3-9520081-0-9.
- Chris von Rohr: Hunde wollt ihr ewig rocken. Mein Trip durch den Rockdschungel. Teil 1. Magenta Media AG, Zürich 2003, ISBN 3-9522865-1-6.